# Хеббар, Каттинджери Кришна
Каттинджери Кришна Хеббар (англ. Kattingeri Krishna Hebbar; 1911—1996) — индийский живописец и график.

## Биография
Родился 15 июня 1911 года (по другим данным 1912 года) в городе Удипи  индийского штата Карнатака в семье браминов.
Склонность к искусству проявил с детства, так как го отец был скульптором-любителем, выполнявший изображения Ганеши. Каттинджери учился живописи в школе  Sir Jamsetjee Jeejebhoy School of Art (J. J. School of Art) в Мумбаи в 1940-1945 годах. Позже продолжил образование в Академии Жюлиана в Париже.  В 1953 году посетил СССР.
Являлся членом-корреспондентом Берлинской академии искусств с 1975 года. Был награжден орденами Падма бхушан и Падма Шри и другими наградами. 
Умер в 1996 году.

## Творчество
Работы Каттинджери Хеббара вдохновлены творчеством Поля Гогена и Амриты Шер-Гил. Завоевал международное признание на выставках Art Now In India в 1965 году, которые проводились в Лондоне и Брюсселе. Впоследствии участвовал в различных международных художественных выставках: Венецианская биеннале, Биеннале искусства в Сан-Паулу и Токийская биеннале. 